# Аустеніт

Кристалічна структура аустеніту: атоми заліза (сірі) утоворюють кубічну гранецентровану ґратку, а атоми вуглецю (сині) розташовуються у міжвузлових положеннях

Фази залізовуглецевих сплавів.

Аустені́т (за ім'ям англійського металурга Вільяма Робертса-Остіна; 1843–1902) — одна з структурних складових залізовуглецевих сплавів, твердий розчин вуглецю (до 2,03%) й легуючих елементів у гамма-залізі.
Кристалічна ґратка — гранецентрована кубічна .
Відзначається високою густиною, помірною твердістю, зниженою пружністю, значною міцністю та високою в'язкістю, немагнітний.
У сталі та чавуні зазвичай стійкий лише при температурі, вищій від критичної точки А1 (див. Діаграма стану сплавів залізо-вуглець), що лежить близько 723°C.
Залежно від швидкості охолодження сталі аустеніт при температурі, нижчій від точки А1, перетворюється в інші структурні компоненти. Внаслідок додавання до сталі мангану, нікелю, хрому та інших елементів у ній при звичайній (кімнатній) температурі може зберігатися в суміші з мартенситом деяка кількість сталого, т. з. залишкового аустеніту.
Залишковий аустеніт можна одержати також у вуглецевій сталі внаслідок гартування. Сталь, легована достатньо великою кількістю вищезгаданих елементів, може мати при кімнатній температурі структуру, що складається переважно з аустеніту. Такі сталі називають аустенітними сталями або сталями аустенітного класу.